# Долженков, Александр Фёдорович
Александр Фёдорович Долженков (род. 19 июля 1947, Одесса) — доктор юридических наук, профессор, генерал-майор милиции в отставке. 

## Биография
А. Ф. Долженков родился 19 июля 1947 года в Одессе.
В 1975 году  окончил юридический факультет Одесского государственного университета им. И. И. Мечникова, в 1983 году — адъюнктуру Киевской высшей школы МВД СССР.
С 1995 года работал начальником кафедры оперативно-розыскной деятельности Одесского института внутренних дел, Одесского юридического института НУВД. В 2003 году был назначен на должность проректора по научной работе. В марте 2004 года стал директором учебно-научного института права Одесского государственного университета внутренних дел. В ноябре 2005 года был назначен начальником Одесского юридического института Харьковского национального университета внутренних дел (ныне — Одесский государственный университет внутренних дел). С марта 2008 по май 2010 года занимал должность ректора Одесского государственного университета внутренних дел. Пенсионер.
Преподает в Южноукраинском национальном педагогическом университете имени К. Д. Ушинского.

##### Научная деятельность
В 1984 году защитил кандидатскую, а в 2002 году — докторскую диссертацию на тему «Теоретические проблемы становления политики противодействия созданию инфраструктуры преступного мира средствами оперативно-розыскной деятельности органов внутренних дел».
Автор более 150 научных трудов, в том числе 6 монографий, 2-х учебников, 4-х учебных пособий.

## Награды
- Нагрудный знак «Отличник образования Украины».